# Ploščad' Garina-Mikhajlovskogo
Ploščad' Garina-Mikhajlovskogo (in russo: Площадь Гарина-Михайловского) è uno dei due capolinea della Linea Dzeržinskaja, la linea 2 della Metropolitana di Novosibirsk. È stata inaugurata il 31 dicembre 1987.